# Лачплесис (рок-опера)
«Лачплесис» (латыш. Lāčplēsis) — рок-опера на латышском языке, созданная по мотивам одноимённого латышского народного эпоса. Автор либретто — Мара Залите, композитор — Зигмарс Лиепиньш. 
Премьера оперы состоялась 23 августа 1988 года: по словам Мары Залите, состоялось 43 выступления, на каждом присутствовало до 4 тысяч человек (всего её посмотрели 180 тысяч человек). В том же году была записана студийная версия на виниле, через 10 лет опера была переиздана на CD.
Опера «Лачплесис» была поставлена во время третьего Латышского национального возрождения, пришедшегося в разгар Перестройки: сюжет, изначально повествовавший о борьбе латышей против крестоносцев, имел уже сильный антисоветский подтекст, однако опера прошла через сито «художественного совета».

## Содержание
Акт первый
Лачплесис и Кангарс отправляются учиться в Буртниеки. По пути они заходят в замок Айзкраукле, где Кангарса захватывают бесы и под пытками требуют от него отречься от своего народа, который должен принять христианство и стать подданными германских рыцарей. Кангарс отказывается, и главный бес, Ликцепурис, промывает ему мозги, обещая подарить великую славу Кангарсу, если тот избавится от Лачплесиса — непокорного защитника всех латышей.
Две ведьмы тем временем сбрасывают Лачплесиса в реки Даугавы. Его спасает Стабурадзе, которая говорит, что Лачплесис пережил первую смерть и должен всего умереть и воскреснуть трижды, пройдя трижды путь от угнетения до освобождения. В ответ на вопрос о том, жив ли он, Лачплесис слышит, что будет жить до тех пор, пока будет помнить Стабурадзе, затонувшие замки, летучие озёра и то, кто он. Лачплесис воспитывался матерями всех латышей, и его душа — это души всех латышей. Появляется Кокнесис, призывающий собрать землю для латышей и обещающий Лачплесису даровать лес. В Буртниеках Лачплесис знакомится с Лаймдотой, вместе они слушают песни замка Буртниеки и Лаймдота воздаёт молитвы к богине солнца Сауле. Лачплесис, услышав Лаймдоту, говорит, что слышит благодаря этой песни ещё громче свою родину, и поднимает затонувший замок Буртниеки. Его пытаются остановить бесы, которые говорят, что у его народа нет истории кроме сказаний старух, однако Лачплесис их не слушает. Он обручается с Лаймдотой — душой Латвии.
Лаймдота встречает Кангарса, который просит её остаться с собой, но получает отказ. В гневе он угрожает изнасиловать её и отдать на поругание всякому желающему, а затем похищает.
Акт второй
Лачплесис узнаёт от Кангарса, что Лаймдота якобы сбежала с Кокнесисом, своим любовником, и требует от Лачплесиса убираться прочь. Тот уходит в печали, идя куда глаза глядят. Он встречает Зиемельмейту, воплощение северного сияния, которая говорит, что Лачплесис пережил свою вторую смерть и умрёт окончательно, если перестанет во что-либо верить. Лачплесис хочет вернуться к своему народу, но встречается с тремя многоглавыми чудищами — йоди. Он обезглавливает чудища, пока одна голова не начинает просить о пощаде и не рассказывает, что вокруг Лачплесиса скалы, которые на самом деле — заколдованные люди. Лачплесис пробуждает их и возвращается домой.
Бесы разгневаны тем, что латыши не покоряются им, что они не забыли ни родной язык, ни песни на нём. Рыцарь Дитерихс понимает, что помочь покорить латышский народ ему может только Кангарс, и призывает отыскать этого латышского предателя. Бесы не могут убедить Кокнесиса присоединиться к ним, поскольку он верит в Лачплесиса и тот на него может рассчитывать. Вскоре Лачплесис находит Лаймдоту, которая плачет от горя: её обесчестил Кангарс, однако Лачплесис говорит, что слёзы только сделали её краше. Это духовное перерождение помогает влюблённым воссоединиться. Кангарс тем временем находит слабость Лачплесиса — уши, благодаря которым он слышит свою родину и чувствует её движение. Если Лачплесис оглохнет, то его можно будет уничтожить, поскольку он не вспомнит ни себя, ни родину. Но только в этот момент Кангарс осознаёт, что он совершил, и кается за своё предательство.
Крестоносцы вызывают Лачплесиса на бой с Чёрным Рыцарем, у которого нет ушей, глаз и языка — он отбирает веру и память у каждого, кто встаёт у него на пути. Лачплесис напуган, но просит свою родину помочь ему. По словам чтеца, Лачплесис вступает в бой с Рыцарем, и этот бой всё ещё длится, однако настанет тот час, когда Чёрный Рыцарь будет убит Лачплесисом, и добро восторжествует.

## Трек-лист
| Акт I 1. Prologs (Пролог) 2. Koris «Tas ir laiks» (Хор: Настало время) 3. Lāčplēsis «Es dzirdu» (Лачплесис: Я слышу) 4. Lielvārdis «Uz krustcelēm» (Лиелвардис: На распутье) 5. Krustnešu koris un Dīterihs (Хор крестоносцев и Дитерихса) 6. Dīterihs un četri ziņotāji (Дитерихс и четыре шпиона) 7. Lāčplēsis un Kangars ceļā (Лачплесис и Кангарс в пути) 8. Aizkraukles pilī (В замке Айзкраукле) 9. Spīdzināšana. Līkcepure un Kangars (Ликцепуре и Кангарс: Пытка) 10. Pie Staburadzes (У Стабурадзе) 11. Koknesis «Ozols mans tēvs» (Кокнесис: Дуб — мой отец) 12. Laimdotas un Lāčplēša duets (Дуэт Лаймдоты и Лачплесиса) 13. Burtnieku pils skanēšana (Песни Буртниекского замка) 14. Laimdotas dziesma (Песнь Лаймдоты) 15. Lāčplēša dziedājums «Cīņa par gaismu» (Песнь Лачплесиса: Битва за свет) 16. Kangars un Laimdota. Laimdotas aizvešana. I cēliena fināls (Кангарс и Лаймдота. Похищение Лаймдоты. Конец Акта I) | Акт II 1. Kangara melu aina (Сцена лжи Кангара) 2. Koris un Dīterihs (Хор и Дитерихс) 3. Lāčplēsis pie Ziemeļmeitas (Лачплесис у Зиемельмейты) 4. Lāčplēsis un trīs jodi (Лачплесис и три йоди) 5. Lāčplēsis un koris «Atgriešanās» (Лачплесис и хор: Возвращение) 6. Dīterihs un ziņotāji «Nolādēts» (Дитерихс и шпионы: Гнев) 7. Līkcepure. Koknesis «Tu vari paļauties uz mani» (Ликцепуре. Кокнесис: Ты можешь на меня рассчитывать) 8. Laimdota un Lāčplēsis «Tu raudi» (Лаймдота и Лачплесис: Ты плачешь) 9. Kāzas (Свадьба) 10. Lielvārdis «Latvju zeme vaļā stāv» (Лиелвардис: Латышские земли открыты) 11. Lāčplēsis «Es dzirdu» (Лачплесис: Я слышу) 12. Nodevības aina. Dīterihs, ziņotāji un Kangars (Сцена предательства. Дитерихс, шпионы и Кангарс) 13. Teicējs un koris (Рассказчик и хор) 14. Lāčplēsis «Kas tu esi?» (Лачплесис: Кто ты?) 15. Koris «Tas ir laiks» (Хор: Настало время) 16. Epilogs (Эпилог) |

## В ролях
- Лачплесис — Родриго Фоминс (Иго)[1]
- Лаймдота — Майя Лусена[1]
- Кангарс — Имант Ванзович[1]
- Лиелвардис — Янис Спрогис, Юрис Рийкурис
- Зиемельмейта — Жанета Ондзуле
- Кокнесис — Айварс Бризе[латыш.][1]
- Дитерихс — Ник Матвеев[2]
- Ликцепурис — Зигфридс Муктупавелс[2], Виестурс Янсонс
- Стабурадзе — Мирдза Зивере, Дайга Блауа
- Чтец — Янис Сканис[латыш.][2]
- Девушки — Рамона Фогеле, Дита Подскочия, Айя Силиня, Дана Пургайле, Лолита Саулиете
- Шпионы, йоди, бесы — Айнарс Ашманис, Айгарс Грауба, Айгарс Кресла, Айгарс Граверс

## Музыка
- Клавишные — Зигмарс Лиепиньш, Улдис Мархилевичс
- Гитара — Харийс Жариньш, Айварс Херманис
- Бас-гитара — Гунтис Вецгайлис, Эдуардс Глотовс
- Ударные — Олегс Упениекс, Вилнис Криевиньш
- В записи оперы участвовали коллективы народной музыки «Skandinieki» и «Iļģi» и рок-группа «Jumprava»[1].

## Отсылки к латышской культуре
- Кангарс и Лачплесис в опере — два друга и два героя латышского народа, однако Кангарс очень амбициозен и жаждет славы. Он настолько ослеплён ею, что замечает своё предательство только после того, как предаёт Лачплесиса. После постановки оперы имя «Kangars» стало нарицательным, синонимом слова «предатель».
- Ярая противоположность Кангарса — Кокнесис (букв. «Древоносец»), отличающийся невероятной физической силой и не смеющий и думать о предательстве своего народа[1].
- Лаймдота, возлюбленная главного героя — персонификация Латвии, а Лачплесис — персонификация всего латышского народа. Зиемельмейта — дочь мифологического Зиемелиса, «Дочь Севера»[1].
- Три смерти Лачплесиса и три его воскрешения — отсылка к трём латышским национальным возрождениям, последнее из которых выпало на Перестройку.
- Главные антагонисты — это крестоносцы из Тевтонского ордена во главе с Дитерихсом, которым помогают бесы и шпионы.
- Стабурадзе, по латышским легендам — 18-метровый утёс, в который обратилась скорбевшая девушка.
- В латышских народных сказках часто упоминаются и затонувшие замки, и летающие озёра — одним из таких было озеро Буртниекс, которое в эпосе превратилось в замок Буртниеки.

## Дальнейшие постановки
В 2013 году постановка рок-оперы состоялась в Рижском конгрессе. Роль Лачплесиса исполняли Юрис Йопе и Даумантс Калныньш, Лаймдоты — Анна Крауя-Ченя, Кангарса — Мартс Кристианс Калныньш, Лиелвардиса — Янис Куршев. Режиссёр — Инесе Мичуле. В постановке участвовали хор GG, группа «Юмправа», музыкальный коллектив Кристапа Криевкалньса и рижский хор Rīgas Zeltа.
В 2018 году Зигмарс Лиепиньш объявил о новой постановке, продюсером которой стал Юрис Миллерс. В связи с кончиной Ника Матвеева и отказа Иго от больших проектов было принято решение набрать новую труппу: главную роль исполнит Донс, лауреат «Новой волны 2008», роль Ликцепуриса исполнит Зигфрид Мукупавелс, а чтецом снова станет Янис Сканис. Также в постановке задействованы группы Jumprava и Skandenieki, певцы Мартс Кристианс Калныньш (Кангарс), Гинта Криевкальна (Лаймдота), Иева Керевица (Зиемельмейта), Иева Сутугова (Стабурадзе), Раймонд Браманис (Лиевардис) и многие другие. Режиссёром постановки назначен Виктор Рунтулис, сценографом — Кристап Скулте. Премьера прошла 8 ноября 2018 года на «Арена Рига».